# 16-bitarsdator

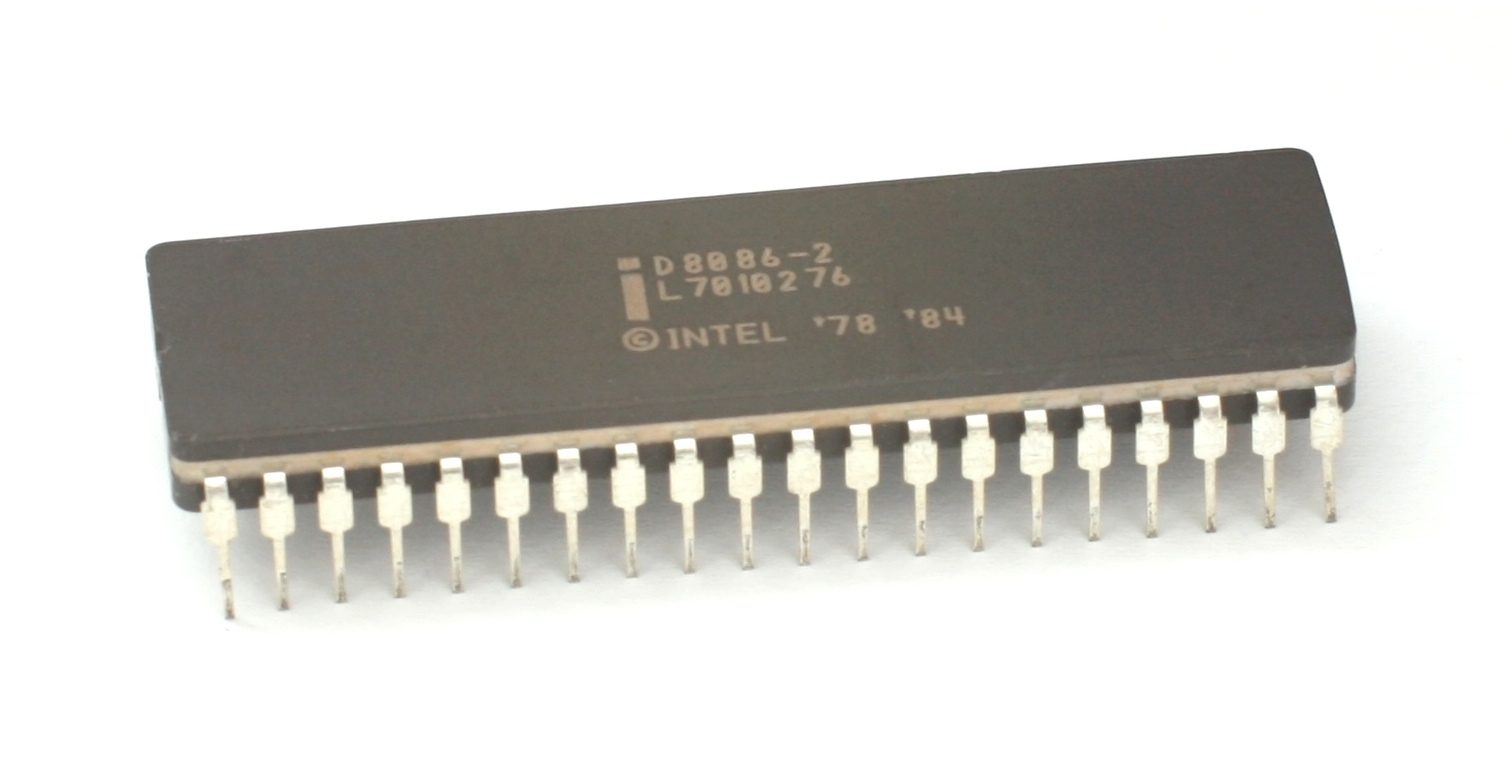
En 16-bitars mikroprocessor (Intel 8086)

16-bitarsdator är en dator med en CPU baserad på 16-bitars arkitektur. Utmärkande för 16-bitarsarkitektur är 16-bitar bred databuss och 16-bitars instruktionsuppsättning. Vissa 16-bitarsprocessorer, som Motorola 68k, kunde ha 32-bitars processorregister och många hade också adressbuss som var bredare än 16-bitar för att kunna adressera mer än 64 kibibyte.
16-bitarsdatorerna var ett viktigt utvecklingssteg mellan de enkla och billiga 8-bitars-datorerna och de större och mer avancerade 32-bitars-datorerna.

## Historik
Datorn Whirlwind I som utvecklades av MIT för USA:s flotta 1951 var världens första 16-bitarsdator. Likt många andra första generationens datorer så var den baserad på radiorör och därför både stor och energislukande. Trots det byggdes flera Whirlwind-datorer, bland annat åt NORAD.
I mitten av 1960-talet lanserades de första halvledarbaserade 16-bitarsdatorerna, bland annat IBM 1130 och HP 2100. De var så kallade minidatorer och avsedda som billigare alternativ till stordatorer.
På 1970-talet kom de första 16-bitars mikroprocessorerna, vilka gjorde det möjligt att bygga 16-bitars persondatorer.
16-bitars adressrymd blev dock ganska snabbt en begränsande faktor. För att kunna använda mer än 64 kibibyte minne infördes finesser som segmenterat minne och virtuellt minne.

## Exempel
| Apple - Macintosh (Motorola 68k) - Apple IIGS (WDC 65816) Atari - Atari 520 ST (Motorola 68k) - Atari 1040 ST (Motorola 68k) Commodore - Amiga 500 (Motorola 68k) - Amiga 600 (Motorola 68k) - Amiga 1000 (Motorola 68k) - Amiga 2000 (Motorola 68k) - Commodore 900 (Zilog Z8000) | Data General - Data General Nova Digital Equimpent - PDP-11 (LSI-11) Hewlett-Packard - HP 2100 - HP 3000 (Classic) IBM - PC (Intel 8086) - Series/1 (IBM 495x) - System/7 - IBM 1130 | Iskra - Iskra-1030 Norsk Data - Nord-1 - Nord-10 - Nord-100 Olivetti - Olivetti M20 Sharp - X68000 (Motorola 68k) Texas Instruments - TI-99/4 (TMS9900) |